# فرسان النور (لعبة فيديو)
فرسان النور (بالإنجليزية: Knights of Light)‏ لعبة فيديو من نوع أكشن تقمص الأدوار. اللعبة من تطوير ونشر استديو مصري باسم رامبلنج للالعاب. تدور أحداث اللعبة في العراق في القرن السابع تحديدًا في حرب العرب ضد الإمبراطورية الساسانية الفارسية، أو كما تُعرف في التاريخ الإسلامي بـ معركة القادسية عام 636 هجريًا. اللعبة مستوحاة من سلسلة ألعاب فيديو ذا ويتشر، و لعبة ماونت أند بليد، مع قصة غنية، وشخصيتين للعب.

## أُسلوب اللعب
ستبدأ كفارس وحيد في الغزوة. ومع التقدم أكثر في اللعبة سيحالفك العديد من المحاربين الذين سيقومون بالدفاع عنك والقتال بجانبك ومساعدتك في ترميم وعلاج جراحك، ويوجد في اللعبة العديد من الأسلحة التي يمكن استخدامها في الغزوة مثل رماح، ودروع، وسيوف وغيرها. يوجد العديد من القرى في صحراء اللعبة التي يمكن أن تجد بها أشخاص يقترحون عليك مهام لانجازها وفي المقابل يعطونك المال الذي يمكن أن تشتري به العتاد والأسلحة، ويمكن أن تجدي في القرى والصحراء أشياء ملقى على الأرض تساعدك في الغزوة.

## وصلات خارجية
- الموقع الرسمي